# Ратаев, Леонид Александрович
Леони́д Алекса́ндрович Рата́ев (4 января 1857, Любимский уезд, Ярославская губерния — 1937, Франция) — деятель российского политического сыска, начальник Особого отдела Департамента полиции, заведующий заграничной агентурой Департамента полиции.

## Биография
Родился 4 января 1857 года в сельце Берники Ярославской губернии в дворянской семье. В 1878 году закончил Николаевское кавалерийское училище. Вступил в службу корнетом в лейб-гвардии Уланский полк. С 1882 года, после выхода в отставку, служил в Департаменте полиции Министерства внутренних дел. С 1887 года младший помощник, старший помощник делопроизводителя, с 1897 года чиновник особых поручений. В 1898—1902 годах — заведующий Особым отделом Департамента полиции. На этом посту его сменил Сергей Зубатов.
С июля 1902 года по август 1905 года — заведующий заграничной агентурой, со штаб-квартирой в Париже. Был непосредственным начальником Евгения Азефа, причастного к совершению многих террористических актов. В секретных донесениях на имя Ратаева Азеф умалчивал о своей роли в партии эсеров. Ратаев узнал о ней только после разоблачения Азефа в 1909 году.
В августе 1905 года после возвращения в Департамент полиции П. И. Рачковского уволен в отставку, получил в виде пособия 1500 франков. Жил в Париже под фамилией Рихтер. В 1911—1916 годах собирал за границей для Департамента полиции сведения о масонстве.
Во время Первой мировой войны работал в резидентуре военной разведки во Франции под руководством военного атташе А. А. Игнатьева.
Увлекался театром, автор ряда пьес, участвовал в спектаклях Петербургского драматического театра. Умер во Франции.

## Сочинения
- Леонид Александрович Ратаев // Брачёв В. С. Богатыри русского политического сыска.
- Ратаев Л. А. История предательства Евно Азефа // Провокатор: Воспоминания и документы о разоблачении Азефа. — Л., 1929.

## Комментарии
1. ↑  Сельцо Берники[1] находилось в 35 верстах от Любима и относилось к 1-му стану Любимского уезда Ярославской губернии; не сохранилось[2], ныне — территория Пречистенского сельского поселения в Первомайском районе, Ярославская область[3].